# Naryn (Irtysch)

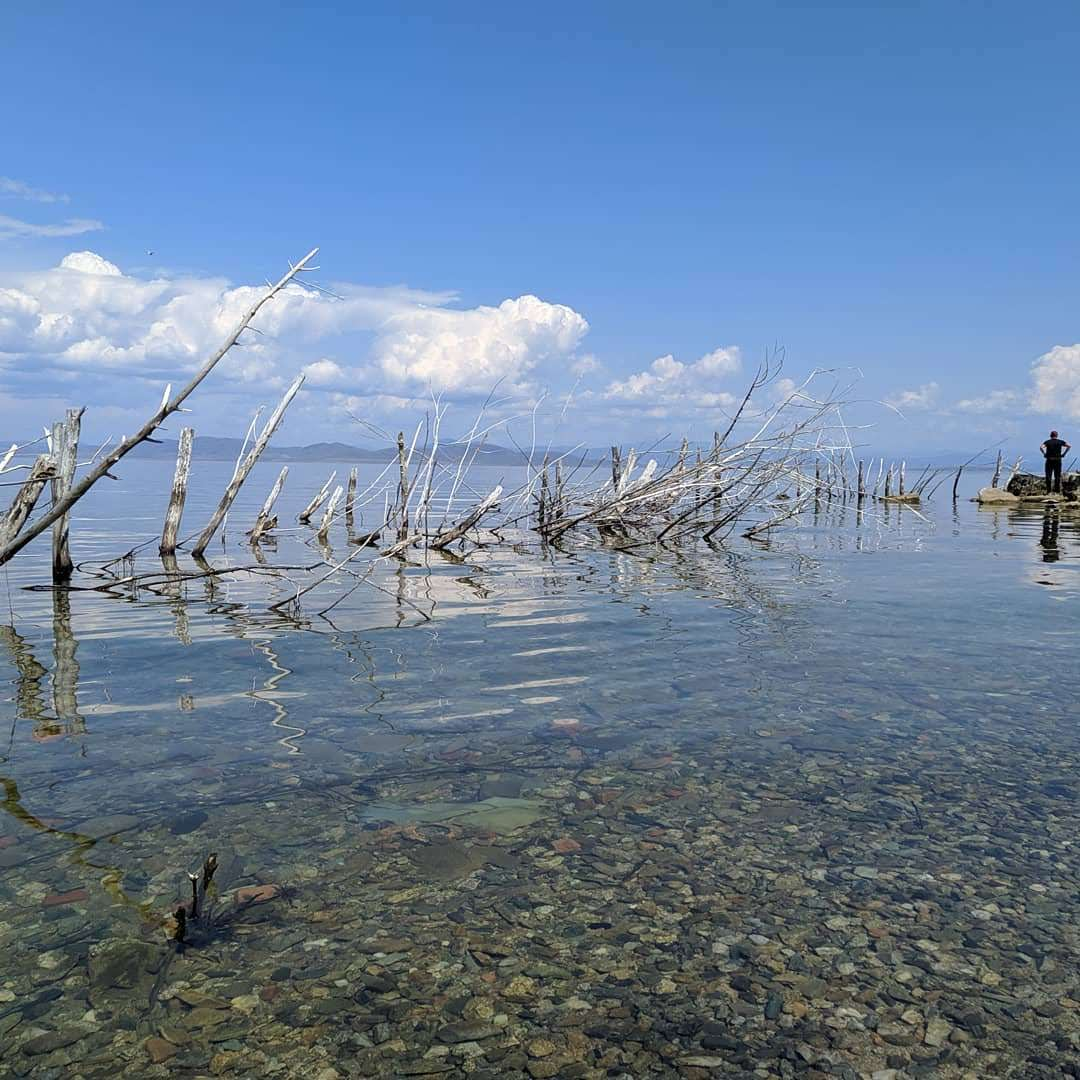
Fluss Narym in Ostkachastan

Der Naryn (kasachisch Нарын;  russisch Нары́м Narym) ist ein rechter Nebenfluss des Irtysch in Ostkasachstan.

## Flusslauf
Der Naryn entspringt in einer Senke nördlich von Sarymsaqty-Gebirge und Naryn-Kamm nahe deren Nahtstelle. Er fließt nach Westen entlang der Nordflanke des Naryn-Kamms zum Buchtarma-Stausee, in welchen er schließlich mündet. Der Naryn hat eine Länge von etwa 92 km. Sein Einzugsgebiet umfasst etwa 1980 km². 9 km oberhalb der Mündung bei Ülken Naryn beträgt der mittlere Abfluss (MQ) 9 m³/s. In den Monaten April und Mai weist der Naryn im Monatsmittel die größten Abflüsse auf.